# Manuel Machado (allenatore)
Manuel António Marques Machado (Guimarães, 4 dicembre 1955) è un allenatore di calcio portoghese.

## Palmarès

### Club

#### Competizioni nazionali
- Segunda Liga: 1

Moreirense: 2001-2002